# 돌고기
돌고기(Pungtungia herzi)는 민물고기의 일종이다. 방언으로는 쭉비라 하며, 어린 개체는 가사리라 부른다. 물속에 사는 곤충들을 먹는다. 비교적 물이 맑고 바닥에 큰 돌이나 자갈이 많은 곳에 무리를 지어 산다. 주로 하천 중상류에 서식한다. 등은 암갈색이고, 배는 담황색이다. 몸이 길고 약간 납작한 원통형이다. 감돌고기 · 가는돌고기와는 생김새가 비슷하며 같은 아과에 속하지만 속 단계에서 갈라진다. 알은 봄에 돌이 맣은 맑은 냇물 바닥에 낳는다. 물 깊이가 50~100cm쯤 되고 넓적한 돌이나 바위가 많은 곳에 낳는다. 이때 수컷은 입술이나 지느러미에 오돌오돌한 돌기가 생기고 혼인색을 띤다.

## 같이 보기
- 탁란